# Anel·lària

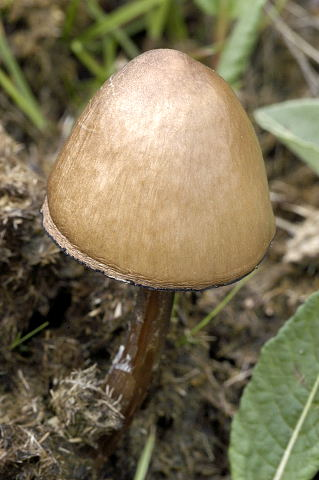
Anel·lària nascuda en l'adob

 L'anel·lària (Anellaria semiovata), coneguda científicament com a Panaeolus semiovatus var. semiovatus és un bolet blanc cremós amb barret ovoide. Es troba aquest bolet de maig a novembre. Creix damunt d'excrements en prats d'alta muntanya. L'anel·lària no és comestible.